# Liste der Rennrodel- und Bobbahnen

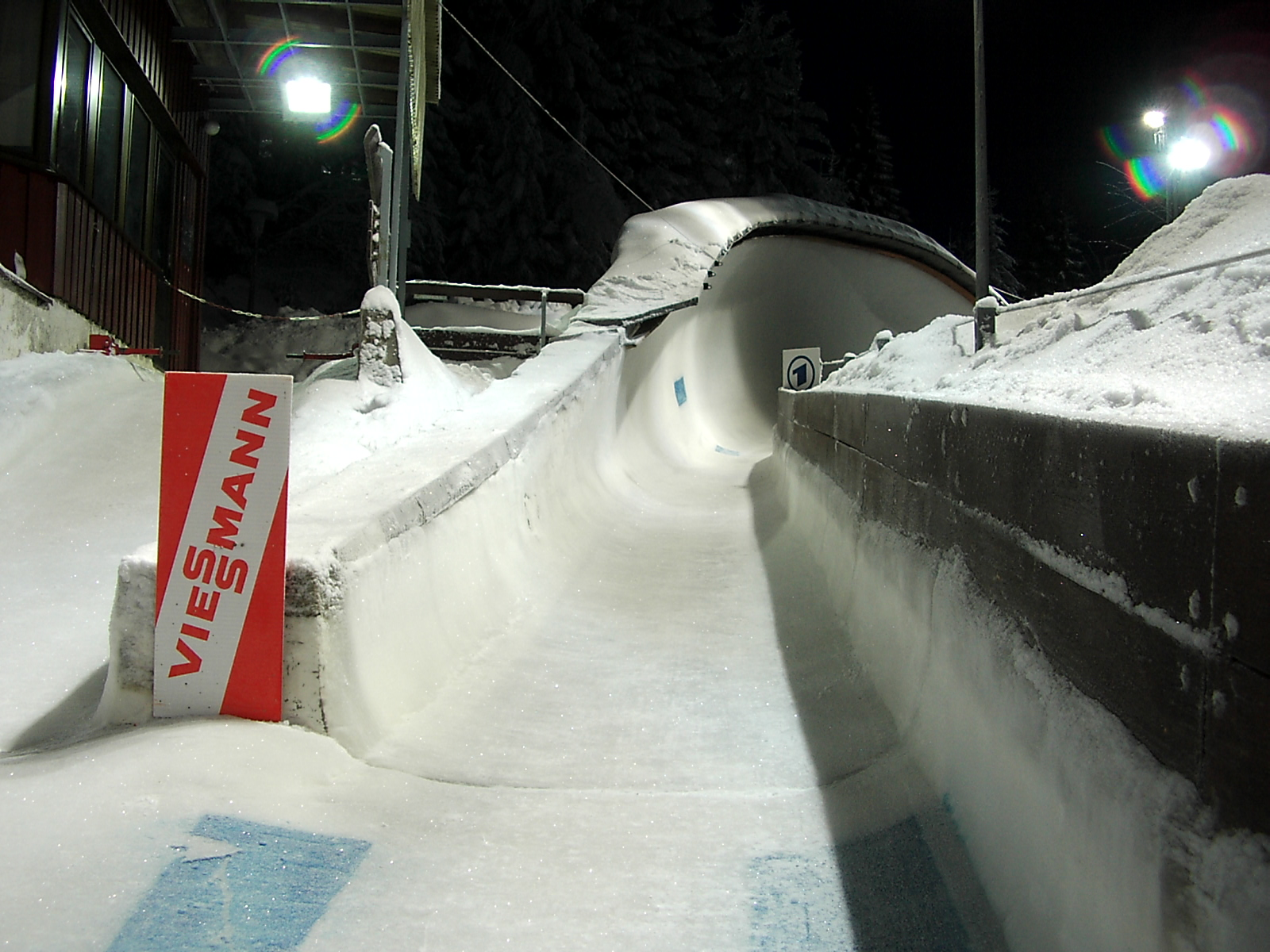
Rodelbahn Oberhof

Die Liste der Rennrodel- und Bobbahnen nennt alle Bahnen, die im Rennrodel-, Skeleton- und Bobsport-Weltcup genutzt werden. Zusätzlich werden Bahnen genannt, die heute nicht mehr genutzt werden. Alle Bahnen weisen im Unterschied zu den Naturbahnen erhöhte Kurven auf. Bei den meisten Bahnen handelt es sich um künstlich vereisbare Bahnen. Es werden jeweils die Länge, das Jahr der Eröffnung, die Anzahl der Kurven, das Gesamtgefälle, die Anzahl der Startorte und der Wettbewerb, für den die jeweilige Bahn hauptsächlich genutzt wird, genannt.

## Erklärung
- Name der Bahn: Nennt den Namen der Bahn.
- Ort: Nennt den Ort der Bahn.
- Land: Nennt das Land der Bahn.
- Eröffnung: Nennt das Jahr, in dem die Bahn eröffnet wurde.
- Länge (m): Nennt die Länge der Bahn vom obersten Startpunkt bis zum Ziel in Meter.[1][2]
- Kurven: Nennt die Anzahl der Kurven, die die Bahn hat.
- Gefälle: Nennt das Gefälle der Bahn vom obersten Startpunkt bis zum Ziel in Prozent.[2][3]
- Startorte: Nennt die Anzahl der Startorte der Bahn. Diese können für Rennrodeln, Skeleton oder Bobfahren, beziehungsweise Männer und Frauen, genutzt sein.
- Anmerkung: Nennt Besonderheiten der Bahn oder Großwettbewerbe, bei denen die Bahn genutzt wurde.
- Grau hinterlegte Bahnen sind Kunsteisbahnen mit einem Kühlsystem.

Hinweise, die nicht in jeder Tabelle angegeben werden:
- R–B: Nennt den Weltcup, für den die Bahn überwiegend genutzt wird. R steht für Rennrodeln und B für den Bobsport, zu dem auch Skeleton zählt. Mit einem X werden Bahnen gekennzeichnet, auf denen der jeweilige Wettbewerb stattfindet. Mit 0 werden die Bahnen gekennzeichnet, auf denen dieser Wettbewerb nicht stattfindet. Wird nur bei noch existierenden Bobbahnen angegeben.
- Jahr der Schließung: Gibt das Jahr an, in dem die Bahn geschlossen wurde. Wird nur bei geschlossenen Bahnen angegeben.
- Fig?: Steht für Früher international genutzt? und gibt an, ob die Bahn früher auch für internationale Wettbewerbe genutzt wurde. Wird nur bei Bahnen, die nur auf nationaler Ebene genutzt werden angegeben.

## Liste von Bahnen

### Heutige Bahnen
|  |

|  |

|  |

| Lake Placid |

| La Plagne |

| Lillehammer |

|  |

| Park City |

| Pyeongchang |

| Sigulda |

| Sotschi |

|  |

| Whistler |

|  |

| Peking |

| Name der Bahn                         | Ort               | Land | Eröff- nung | Länge (m) | Kur- ven | Gefäl- le (%) | Start- orte | R–B   | Anmerkung |
| ------------------------------------- | ----------------- | ---- | ----------- | --------- | -------- | ------------- | ----------- | ----- | --- |
| Rennschlitten- und Bobbahn Altenberg  | Altenberg         | GER  | 1986        | 1413      | 17       | 08,66         | 4           | X–X   | Rennrodel-WM 1996, 2012, Bob-WM 1991, 2000, 2008, 2020, 2021 |
| Cortina Sliding Centre                | Cortina d’Ampezzo | ITA  | vrs. 2025   | 1730      | 16       |               |             |       | noch im Bau – Eröffnung voraussichtlich November 2025, Olympia 2026 |
| Olympia Eiskanal Innsbruck-Igls       | Innsbruck         | AUT  | 1962        | 1270      | 14       | 08,50         | 3           | X–X   | Olympia 1964, 1976, Olympische Jugendspiele 2012, Rennrodel-WM 1977, 1987, 1997, 2007, 2017, Bob-WM 2016                                                                         |
| Kunsteisbahn Königssee                | Königssee         | GER  | 1960        | 1306      | 17       | 09,30         | 3           | (X–X) | Erste Kunsteisbahn der Welt ab 1969, Rennrodel-WM 1969, 1970, 1974, 1979, 1999, 2016, Bob-WM 2017. Im Juli 2021 vermurt, Wiederaufbau soll bis November 2025 abgeschlossen sein. |
| Olympia-Bobbahn Mount Van Hoevenberg  | Lake Placid       | USA  | 1930        | 1455      | 20       | 08,60         | –           | X–X   | Olympia 1932, 1980, Rennrodel-WM 1983, 2009, Bob-WM 2012 |
| Piste de La Plagne                    | La Plagne         | FRA  | 1992        | 1507      | 19       | 08,29         | 2           | 0–X   | Olympia 1992 |
| Lillehammer Olympiske Bob- og Akebane | Lillehammer       | NOR  | 1994        | 1365      | 16       | 08,50         | –           | X–X   | Olympia 1994, Olympische Jugendspiele 2016, Rennrodel-WM 1995 |
| Rennrodelbahn Oberhof                 | Oberhof           | GER  | 1971        | 1070      | 15       | 09,20         | 4           | X–0   | Nur Rodelbahn, Rennrodel-WM 1973, 1985, 2008 |
| Utah Olympic Park Track               | Park City         | USA  | 1997        | 1335      | 15       | 08,14         | 3           | X–X   | Olympia 2002, Rennrodel-WM 2005 |
| Yanqing National Sliding Center       | Peking            | CHN  | 2021        | 1583      | 16       | –             | 3           | X–X   | Olympia 2022 |
| Olympic Sliding Centre                | Pyeongchang       | KOR  | 2017        | 1376      | 16       | –             | –           | 0–0   | Olympia 2018 |
| Bob- und Rennschlittenbahn Sigulda    | Sigulda           | LVA  | 1986        | 1200      | 16       | –             | 3           | X–0   | Rennrodel-WM 2003, 2015 |
| Sliding Center Sanki                  | Sotschi           | RUS  | 2012        | 1500      | 18       | 08,66         | 3           | X–X   | Olympia 2014, Rennrodel-WM 2020 |
| Olympia Bob Run St. Moritz–Celerina   | St. Moritz        | SUI  | 1904        | 1722      | 13       | 08,14         | –           | X–X   | Olympia 1928, 1948, Rennrodel-WM 2000, Bob-WM 2013, Olympische Jugendspiele 2020                                                                                                 |
| Whistler Sliding Centre               | Whistler          | CAN  | 2007        | 1450      | 16       | 11,60         | 3           | X–X   | Olympia 2010, Rennrodel-WM 2013 |
| Veltins-Eisarena                      | Winterberg        | GER  | 1977        | 1330      | 15       | 09,80         | 3           | X–X   | Rennrodel-WM 1989, 1991, 2019, Bob-WM 1995, 2015 |

### Nur auf nationaler Ebene genutzte Bahnen
| Name der Bahn                          | Ort            | Land | Eröff- nung | Länge (m) | Kur- ven | Gefäl- le (%) | Start- orte | Fig? | Anmerkung                                                 |
| -------------------------------------- | -------------- | ---- | ----------- | --------- | -------- | ------------- | ----------- | ---- | --------------------------------------------------------- |
| Rodelbahn Bautzen                      | Bautzen        | GER  | 1989        | 260       | 6        | 09,06         | –           | nein | 1. Station der sächsischen Drei-Bahnen-Tournee (jährlich) |
| Eiskanal Bludenz                       | Bludenz        | AUT  | 2021        | 700       | 6        | 06,2          | 3           | nein | Rennrodel-JWM 2023                                        |
| Spießbergbahn                          | Friedrichroda  | GER  | 1909        | 1400      | –        | 09,00         | –           | ja   | Rennrodel-WM 1966 (wegen zu warmen Wetters ausgefallen)   |
| Rennschlittenbahn Ilmenau              | Ilmenau        | GER  | (1909) 1989 | 430       | 8        | 12            | –           | nein | jährlich FIL-Sommerrodel-Cup                              |
| Rodelbahn Ilsenburg                    | Ilsenburg      | GER  | –           | –         | –        | –             | –           | nein | –                                                         |
| Rodelbahn Imst                         | Imst           | AUT  | 1957        | 1001      | 17       | 12,48         | –           | ja   | Rennrodel-WM 1963                                         |
| Bobbahn Kisovec                        | Kisovec        | SLO  | –           | –         | –        | –             | –           | nein | –                                                         |
| Bobbahn Kremenec                       | Kremenez       | UKR  | –           | –         | –        | –             | –           | nein | –                                                         |
| Bobbahn Meransen                       | Meransen       | ITA  | –           | –         | –        | –             | –           | nein | –                                                         |
| Korketrekkeren                         | Oslo           | NOR  | –           | –         | –        | –             | –           | ja   | Olympia 1952                                              |
| Rodelbahn am Oybin                     | Oybin          | GER  | –           | –         | –        | –             | –           | nein | –                                                         |
| Rennrodelbahn Schierke                 | Schierke       | GER  | -           | 350       | 5        | –             | –           | nein | jährlich Feuersteinpokal                                  |
| Rodelbahn Smržovka (Morchenstern)      | heute Smržovka | CZE  | (1912) 1975 | 1020      | 8        | 8,3           | –           | ja   | mit 400°- Kurve                                           |
| Rodelbahn Zwickau                      | Zwickau        | GER  | 1979        | 370       | 7        | 13,2          | –           | nein | –                                                         |
| Bob und Rodelbahn Karpacz (Krummhübel) | Karpacz        | POL  | 1925        | 1560      | -        | -             | –           | ja   | Junioren Rennrodel-EM 1965                                |

### Ehemalige Bahnen
| Name der Bahn                                     | Ort                    | Land | Eröff- nung | Länge (m) | Kur- ven | Gefäl- le (%) | Start- orte | Jahr der Schließung | Anmerkung                                                        |
| ------------------------------------------------- | ---------------------- | ---- | ----------- | --------- | -------- | ------------- | ----------- | ------------------- | ---------------------------------------------------------------- |
| Bobbahn Arosa                                     | Arosa                  | SUI  | 1897        | 3028      | 15       | 10,34         | 1           | 1946                | –                                                                |
| Bobbahn Breuil-Cervinia                           | Breuil-Cervinia        | ITA  | 1963        | 1520      | 17       | 09,34         | –           | 1991                | Bob-WM 1971, 1975, 1985                                          |
| Bob- und Rennschlittenbahn im Canada Olympic Park | Calgary                | CAN  | 1988        | 1475      | 14       | 08,60         | 3           | 2019                | Olympia 1988, Rennrodel-WM 1990, 1993, 2001                      |
| Pista olimpica Eugenio Monti                      | Cortina d’Ampezzo      | ITA  | 1923        | 1370      | 13       | 09,30         | 1           | 2010                | Olympia 1956, nur Bob und Skeleton,                              |
| Cesana Pariol                                     | Cesana Torinese        | ITA  | 2005        | 1435      | 19       | 09,20         | –           | 2012                | Olympia 2006, Rennrodel-WM 2011                                  |
| La Piste de bobsleigh des Pélerins                | Chamonix               | FRA  | 1923        | 1370      | 19       | 11,04         | –           | 1959                | Olympia 1924                                                     |
| Rennrodelbahn Davos                               | Davos                  | SUI  | –           | –         | –        | –             | –           | –                   | Rennrodel-WM 1957                                                |
| Bobbahn Engelberg                                 | Engelberg              | SUI  | 1913        | 3500      | –        | –             | –           | –                   | Bob-WM 1934 (Zweierbob)                                          |
| Olympia-Bobbahn Rießersee                         | Garmisch-Partenkirchen | GER  | 1910        | 1525      | 17       | 08,47         | –           | 1966                | Olympia 1936                                                     |
| Bob- und Rennrodelbahn Girenbad                   | Girenbad               | SUI  | –           | –         | –        | –             | –           | –                   | Rennrodel-WM 1961                                                |
| Rennrodelbahn Hahnenklee                          | Hahnenklee             | GER  | um 1928     | –         | –        | –             | –           | 1970                | Rennrodel-EM 1955                                                |
| Bobbahn Hammarstrand                              | Hammarstrand           | SWE  | 1963        | 1000      | 11       | –             | –           | 2001                | Rennrodel-WM 1967, 1975, 1981                                    |
| Rennrodelbahn Krynica-Zdrój                       | Krynica-Zdrój          | POL  | 1929        | 1402      | –        | –             | –           | –                   | Rennrodel-WM 1958, 1962                                          |
| Bobbahn L’Alpe d’Huez                             | Alpe d’Huez            | FRA  | 1967        | 1500      | 13       | 09,33         | –           | 1972                | Olympia 1968, nur Bob                                            |
| Rennrodelbahn Liberec                             | Liberec                | CZE  | –           | –         | –        | –             | –           | –                   | Rennrodel-EM 1914, 1939                                          |
| Bobbahn Montreux                                  | Montreux               | SUI  | –           | –         | –        | –             | –           | –                   | Bob-WM 1930 (Viererbob)                                          |
| Rennschlittenbahn Oberwiesenthal                  | Oberwiesenthal         | GER  | 1971        | 1100      | –        | –             | 2           | –                   | –                                                                |
| Bobbahn Olang                                     | Olang                  | ITA  | –           | –         | –        | –             | –           | um 1998             | Rennrodel-WM 1971, jetzt Naturbahn                               |
| Kunst-Rodelbahn Passau-Hacklberg                  | Passau                 | GER  | 1967        | 800       | 12       | 11,00         | 2           | 1980                | –                                                                |
| Rennrodelbahn Salzburg                            | Salzburg               | AUT  | –           | –         | –        | –             | –           | –                   | Rennrodel-EM 1938                                                |
| Mt. Teine Bobsleigh Course                        | Sapporo                | JPN  | 1971        | 1563      | 14       | 08,40         | –           | 1991                | Olympia 1972, nur Bob                                            |
| Mt. Teine Luge Course                             | Sapporo                | JPN  | 1971        | 1023      | 14       | 09,90         | –           | 1985                | Olympia 1972, nur Rodeln                                         |
| Olympia Bob- und Rodelbahn Trebević               | Sarajevo               | BIH  | 1982        | 1261      | 13       | 09,90         | 2           | 1991                | Olympia 1984, Bob-EM 1983, Skeleton-EM 1985 & 1987               |
| Rennrodelbahn Semmering                           | Semmering              | AUT  | –           | –         | –        | –             | –           | –                   | Rennrodel-EM 1929                                                |
| Rodelbahn und Bobbahn Schreiberhau                | heute Szklarska Poręba | POL  | 1925        | 5000/1250 | –        | –             | –           | –                   | Rodel-EM 1928, Zweierbob-WM 1933                                 |
| Bob- und Rodelbahn Sinaia                         | Sinaia                 | ROM  | 1976        | 1500      | 13       | 09,13         | 2           | 2006                | Bob-Junioren-EM 1976, Rennrodel-EM 1978 (wetterbedingt abgesagt) |
| Rennrodelbahn Tanne                               | Tanne                  | GER  | 1976        | 350       | 7        | 8,50          | 1           | 1988                | –                                                                |
| Bobbahn Tatranská Lomnica                         | Tatranská Lomnica      | SVK  | –           | –         | –        | –             | –           | –                   | –                                                                |
| Piste de luge Villard-de-Lans                     | Villard-de-Lans        | FRA  | –           | 1000      | 14       | 11,10         | –           | –                   | Olympia 1968, nur Rodeln                                         |
| Rennrodelbahn Bad Aussee                          | Bad Aussee             | AUT  | 1960        | 900       | 5        | –             | 1           | 1970                | ÖM 1961                                                          |
| Rennrodelbahn Weißenbach                          | Weißenbach             | AUT  | –           | –         | –        | –             | –           | –                   | Rennrodel-EM 1962                                                |
| Spiral                                            | Nagano                 | JPN  | 1998        | 1762      | 15       | 08,64         | –           | 2018                | Olympia 1998, Rennrodel-WM 2004                                  |
| Bob- und Rodelbahn Paramonowo                     | Paramonowo             | RUS  | 2008        | 1600      | 19       | 15,00         | –           | 2016                | Rennrodel-EM 2012                                                |